# Андрієвський (Марі-Турецький район)
Андрі́євський (рос. Андреевский, марій. Андри Почиҥга) — селище у складі Марі-Турецького району Марій Ел, Росія. Входить до складу Марі-Турецького міського поселення.

## Населення
Населення — 1 особа (2010; 19 у 2002).
Національний склад (станом на 2002 рік):
- марійці — 95 %